# Vitrinella oldroydi
Vitrinella oldroydi är en snäckart som beskrevs av Bartsch 1907. Vitrinella oldroydi ingår i släktet Vitrinella och familjen Vitrinellidae. Inga underarter finns listade i Catalogue of Life.